# Ndom (Manjo)
Pour les articles homonymes, voir Ndom (homonymie).
Ndom est un village de la Région du Littoral au Cameroun, situé dans la commune de Manjo, sur le site Communes et villes unies du Cameroun (CVUC).

## Population et développement
En 1967, la population de Ndom était de 223 habitants, essentiellement des Mouamenam. Elle était de 129 lors du recensement de 2005.